# 이한림
이한림(李翰林, 1921년 2월 10일~2012년 4월 29일)은 대한민국의 군인, 기업가, 정치인, 외교관이다. 본관은 평창(平昌)이고 함경남도 안변 출생이며 호(號)는 정암(汀庵)이다. 
육군 제6군단장·육군 제1군사령관·건설부 장관·한국관광공사 사장 겸 총재 등을 지냈으며, 그의 집안은 독실한 천주교 신자 집안으로 조선 순조 때인 1801년 신유박해로 인하여 사형 집행된 조선 시대의 천주교 순교자이자 조선 최초의 로마 가톨릭교회(천주교)의 영세자인 이승훈(李承薰, 세례명은 베드로)의 방계 후손이다.
아내 송순옥(宋順玉) 여사와 사이에 2남 3녀(장남 이승훈, 장녀 이은정, 차녀 이은주, 차남 이재훈, 삼녀 이은경)가 있었으며, 2012년 4월 29일 숙환(노환)으로 별세한 그의 묘소는 국립대전현충원(장군묘역)에 있다.

## 생애
1921년 2월 10일 함경남도 안변군의 독실한 로마 가톨릭교회(천주교)의 신자 집안에서 제법이나 부유한 중농급 농부 이흥한(李興漢)의 아들로 출생하였으며, 1924년까지는 1년 동안 강원도 평강군에서 잠시 유아기를 보낸 적이 있었는데 그의 집안은 한국사 최초의 로마 가톨릭교회 영세자이기도 한 이승훈의 방계 후손이기도 한 집안이다.
신경군관학교(만주국 육군군관학교)를 졸업하고 일본 육군사관학교에 유학한 뒤 만주군 장교로 복무했다. 박정희와는 신경군관학교와 군관학교 동기이기도 하다.
일제 패망 후 미군정 영역으로 들어왔다. 1945년 12월 5일 군사영어학교 1기생으로 입교하여 1946년 2월 26일 임관하였다.
육군 제1군사령관으로 재직 중이던 1961년에 5·16 군사정변이 일어났다. 육군 중장 이한림 육군 제1군사령관은 군의 정치 개입을 반대하여 박정희의 군사정변 주도 세력과 대척점에 섰으나 쿠데타군 측으로부터 견제되어 육군 제1군사령관 직위가 박탈되었고 이후 같은 해 1961년 8월 24일을 기하여 육군 제5관구사령관 및 육군 소장 박기병(朴基丙) 장군 등과 함께 강제 전역되면서 육군 중장으로 예편되었다.
이후 1969년부터 1971년까지 건설부 장관을 지냈고, 관광공사 사장을 거쳐 1974년부터 1980년 초까지 주 터키 및 호주 대사를 지냈다.
2012년 숙환으로 세상을 떠났다.

## 트리비아

### 육군사관학교 화랑대연병장 신설
그는 대한민국 육군 중장 및 대한민국 육군사관학교 교장 시절 육사 생도 교육의 탈일본(脫日本)의 성향을 바탕으로써 육군 군내 제식교육화 편제 등은 물론이고 미국 선진 육사 문물을 대한민국 육사 교육 분야에 도입하였으며 대한민국 육군사관학교 교내 시설 개혁에도 앞장 선 그는 대한민국 육사 내부에 화랑대연병장 신설, 육사 교내 골프 오락당, 육사 교내 군종 개신교회, 육사 교내 군종 천주교 성당, 육사 교내 도서관, 육사 교내 대식당, 육사 교내 군사 소종합병원, 육사 생도 가족 면회실 증설에 기여하는 등 대한민국 육군 교육 체계의 일본 색채를 전격 탈피하고 미국 선진 군사 문물을 전격 도입하는 데에 상당히도 기폭제 역할을 하였다(훗날 대한민국 육군참모총장 및 대한민국 육군 대장 민기식 장군이 대한민국 육군사관학교 내부에 육사 교내 군종법당 신설을 하기도 하였다.).

### 한국해양대학교 한림제
그는 대한민국 육군 중장 예편 후 특히 한국해양대학교 재개편에 기여하여, 영도와 아치섬을 잇는 제방의 이름이 그의 이름을 따서 한림제로 명명되었다.

## 평가
- 군의 정치적 중립을 강조하고 정치 개입을 반대하다 강제 예편된다.[7]

## 학력
- 만주국 펑톈 제1중학교 졸업
- 만주국 육군군관학교 졸업
- 일본 육군사관학교 졸업
- 대한민국 군사영어학교 1기
- 대한민국 통위부 보병학교 졸업
- 미국 육군보병학교 졸업
- 대한민국 육군보병학교 졸업
- 대한민국 국방대학교 행정학사 2기(1957년 2월)
- 미국 캘리포니아 주립대학교 대학원 정치학과 정치학 석사(1962년 8월)
- 미국 하버드 대학교 대학원 경제학과 경제학 석사(1964년 8월)
- 대한민국 국방대학원 행정학 석사(1971년 2월)

### 명예 학사 학위
- 대한민국 육군사관학교 명예 문학사(1986년 3월)
- 중화인민공화국 선양 대학교 정치경제학과 명예 학사(1996년 8월)

## 저서

### 회고록
- 《세기의 격랑》(1994년)

## 같이 보기
- 5·16 군사정변